# Micropera loheri
Micropera loheri är en orkidéart som först beskrevs av Louis Otho Otto Williams, och fick sitt nu gällande namn av Leslie Andrew Garay. Micropera loheri ingår i släktet Micropera och familjen orkidéer. Inga underarter finns listade i Catalogue of Life.